# 1883 en photographie
| Années de la photographie : 1880 - 1881 - 1882 - 1883 - 1884 - 1885 - 1886    |
| Décennies de la photographie : 1850 - 1860 - 1870 - 1880 - 1890 - 1900 - 1910 |

Cet article présente les faits marquants de l'année 1883 en photographie.

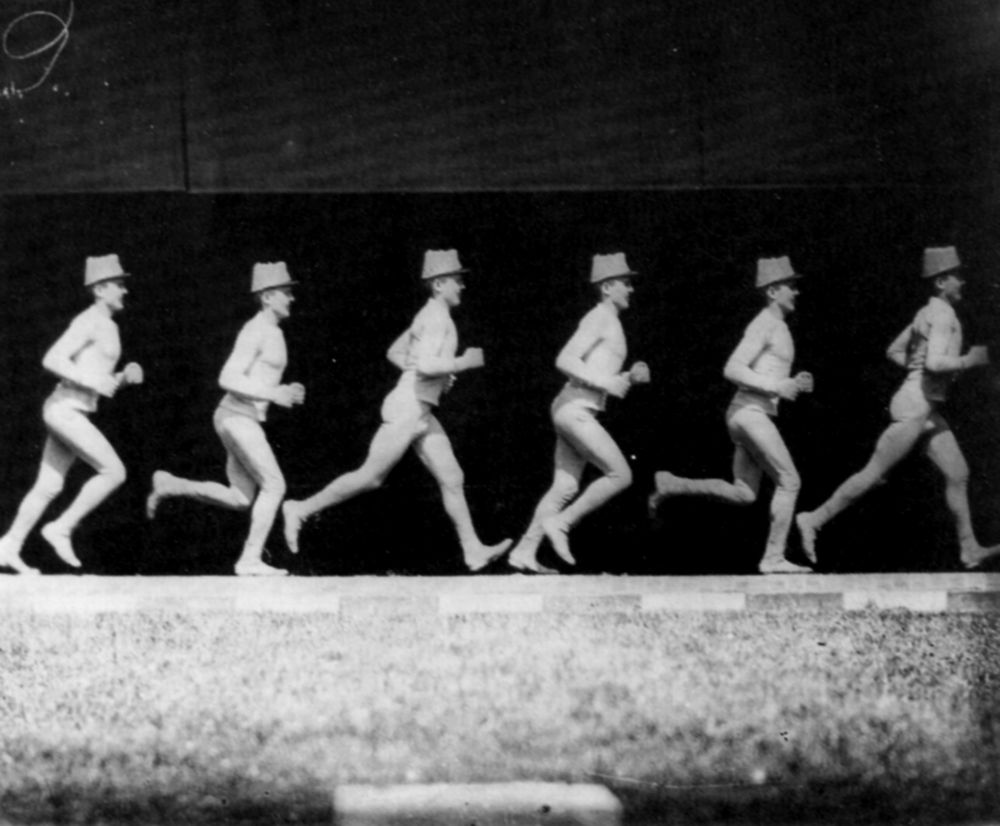
Étienne-Jules Marey, Homme courant

## Événements
- 26 août : inauguration à Cormeilles-en-Parisis, sa ville natale, d'un monument à la mémoire de Louis Daguerre[1].
- La technique criminalistique mise au point par Alphonse Bertillon, fondée sur l'analyse biométrique (système d'identification à partir de mesures spécifiques) accompagnée de photographies de face et de profil, prend le nom de « bertillonnage ».
- Albert Londe commence à utiliser la chronophotographie pour décomposer les mouvements à des fins d'analyse dans le cadre médical de l'hôpital de la Salpêtrière, à Paris[2].
- 3 décembre : Gaston Braun obtient une concession au musée du Louvre et le titre de photographe officiel du musée du Louvre et des musées nationaux[3].
- Frederikke Federspiel et Nielsine Zehngraf sont les premières femmes à devenir membres de l'Association des photographes danois, Dansk Fotografisk Forening (da).
- mai : Stanisław Julian Ostroróg ouvre un atelier photographique à Londres.
- Otto Wegener ouvre un studio photographique à Paris au no 3 place de la Madeleine où il restera jusqu'à son décès en 1924[4].

## Photographies notables
- 28 février : l'astronome britannique Andrew Ainslie Common réalise une photographie de la nébuleuse d'Orion à l'observatoire d'Ealing, près de Londres ; elle lui vaut la médaille d'or de la Royal Astronomical Society en 1884[5].

## Livres de photographies
- Georg Koppmann (de), Hamburg 1883. Aufnahmen aus dem niederzulegenden Stadttheil. I. Serie, Hambourg, W. Mauke Söhne : 36 vues de Hambourg et de ses rues, tirages albuminés sur carton dans un album 27,3 cm × 38,3 cm (En ligne)[6].

### Livres illustrés de photographies
- Constantin Chapiro, photographe de l'Académie impériale des Beaux-Arts, Illustrations pour Les Mémoires d'un fou de N. V. Gogol : photographies sans retouches d'après l'acteur de Moscou M. Andréef-Bourlak dans le rôle de Popristchine, Saint-Petersbourg, Tipografiâ Min. Put. Soobŝ[7].

## Études, essais, articles
- Edgar Audra, Le Gélatino-bromure d’argent. Sa préparation, son emploi, son développement, Paris, Gauthier-Villars, 1883, V-72-13-4 p. (Lire en ligne).
- Josef Pizzighelli et Arthur Hübl publient une étude approfondie du tirage au platine-palladium : La Platinotypie : Exposé théorique et pratique d'un procédé photographique aux sels de platine, Paris, Gauthier-Villars (lire en ligne).
- Eugène Trutat, Traité pratique de photographie sur papier négatif par l'emploi de couches de gélatinobromure d'argent étendues sur papier, Paris, Gauthier-Villars, coll. « Bibliothèque photographique », 157 p. (Lire en ligne : réédition de 1892).

## Prix et récompenses
- Médaille du progrès de la Royal Photographic Society : Walter Bentley Woodbury.

## Naissances
- 3 mars : František Drtikol, photographe tchécoslovaque, mort le 13 janvier 1961.
- 12 avril : Imogen Cunningham, photographe portraitiste américaine, morte le 23 juin 1976.
- 9 juillet : Piotr Otsoup, photographe et photo-reporter russe puis soviétique, mort le 23 janvier 1963.
- 15 juillet : Philippe Tiranty, distributeur français d'appareils photographiques et éditeur spécialisé en photographie, mort le 21 avril 1973.
- 16 juillet : Charles Sheeler, peintre et photographe américain, mort le 7 mai 1965.
- 17 juillet : James Edward Abbe, photographe américain, mort le 11 novembre 1973.
- 25 juillet : Shinzō Fukuhara, photographe japonais, mort le 4 novembre 1948.
- 9 août : Casimir Zagourski, photographe polonais installé dans l'ancien Congo belge, mort le 10 janvier 1944.
- 28 octobre : Lora Webb Nichols, photographe américaine, morte le 31 août 1962.
- 8 décembre : 
  - Noël Le Boyer, photographe français, mort le 8 mars 1967.
  - Emilio Sommariva, photographe et peintre italien, mort le 12 septembre 1956.
- Date précise non renseignée ou inconnue :
  - Gaetano d'Agata, photographe italien de paysage, mort en 1949.
  - Balbino Sobrado, photographe espagnol, mort en 1964.
  - Jiichirō Yasukōchi, photographe japonais, mort en 1968.

## Décès
- 6 janvier : Thomas Rodger, photographe écossais, né le 18 avril 1832.
- 14 mars : Joaquín Hysern, scientifique et photographe espagnol, introducteur du daguerréotype en Espagne, né le 4 mai 1804.
- 21 juin : Frédéric Flachéron, sculpteur et photographe français, actif à Rome, né le 26 octobre 1813.
- 4 août : Marie-Alexandre Alophe, lithographe et photographe français, né le 7 juin 1812.
- 19 août : József Borsos, peintre et photographe hongrois, né le 21 décembre 1821.
- Date précise non renseignée ou inconnue : 
  - Isaac Rehn, peintre, inventeur et photographe américain, pionnier de l'utilisation du papier photographique, né en 1815.